# Parábola del banquete nupcial

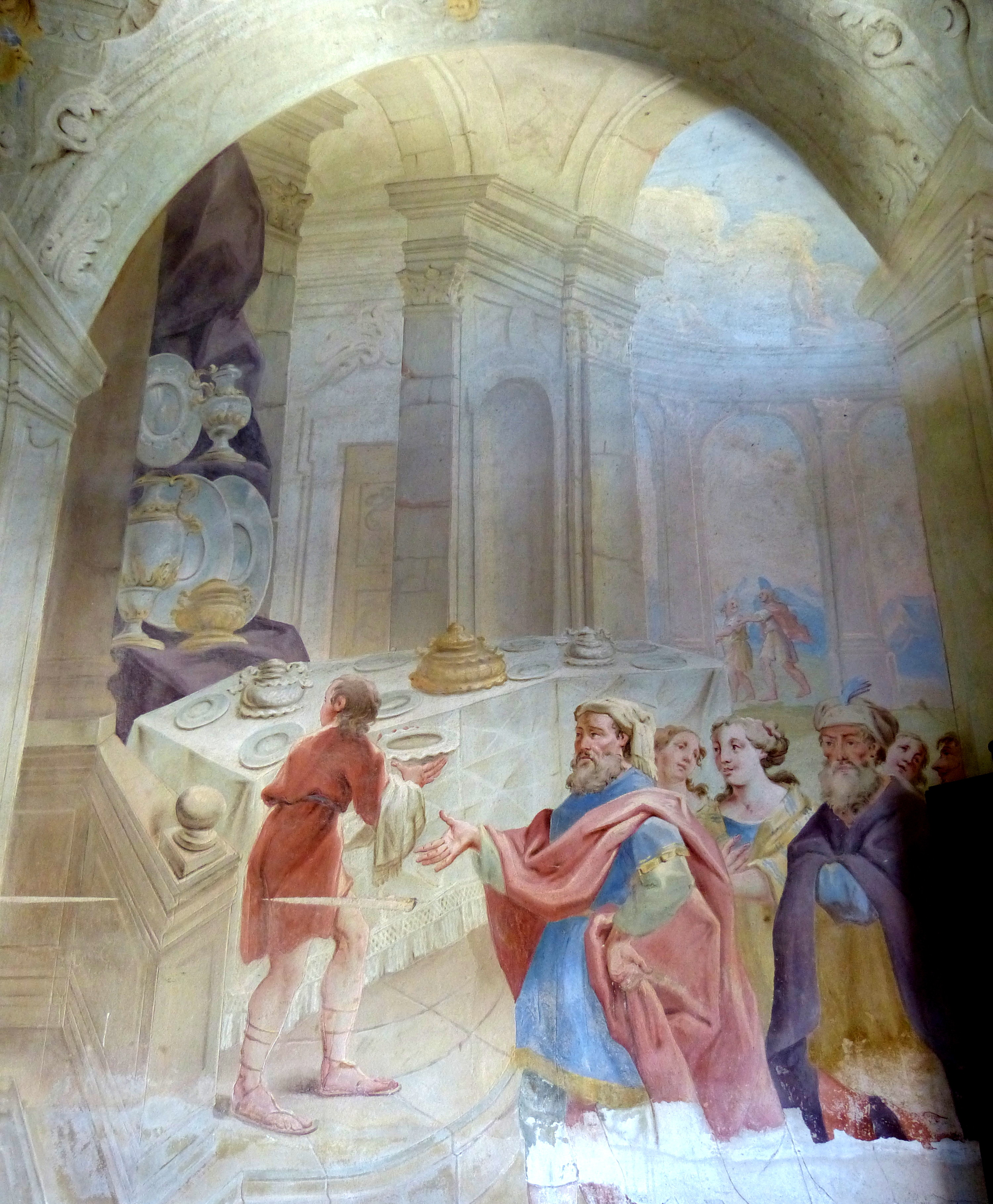
Abadía de Aldersbach, Baviera. Mirad, la comida está a punto, venid

La Parábola del banquete nupcial o del Gran banquete o del Matrimonio del hijo del Rey es una parábola narrada por Jesús en el Nuevo Testamento, que se encuentra en Mateo y Lucas 14:15-24. No se debe confundir con la parábola de los invitados a la boda, narrada en Lucas, que precede a esta.

## Narración
La versión más detallada es la de Mateo:

«El Reino de los Cielos se parece a un rey que celebraba las bodas de su hijo.
Envió entonces a sus servidores para avisar a los invitados, pero estos se negaron a ir.
De nuevo envió a otros servidores con el encargo de decir a los invitados: Mi banquete está preparado; ya se han matados mis terneros y mis mejores animales, y todo está a punto: Venid a la boda. Pero ellos no tuvieron en cuenta la invitación, y se fueron, uno a su campo, otro a su negocio; y los demás se apoderaron de los servidores, los maltrataron y los mataron.
Al enterarse, el rey se indignó y envió a sus tropas para que acabaran con aquellos homicidas e incendiaran su ciudad.
Luego dijo a sus servidores: El banquete nupcial está preparado, pero los invitados no eran dignos de él. Id a los cruces de los caminos e invitad a todos los que encontréis.
Los servidores salieron a los caminos y reunieron a todos los que encontraron, buenos y malos, y la sala nupcial se llenó de convidados.
Cuando el rey entró para ver a los comensales, encontró a un hombre que no tenía el traje de fiesta.
Amigo, le dijo, ¿cómo has entrado aquí sin el traje de fiesta?. El otro permaneció en silencio.
Entonces el rey dijo a los guardias: Atadle de pies y manos, y arrojadle fuera, a las tinieblas. Allí será el llanto y crujir de dientes.
Porque muchos son llamados, pero pocos los elegidos». 

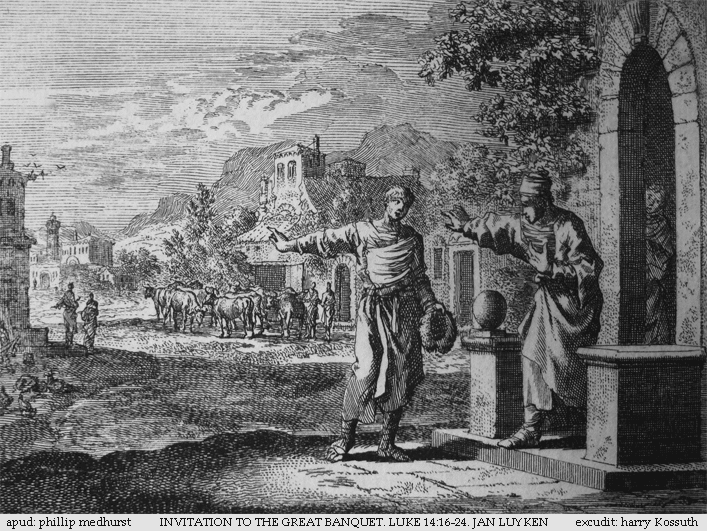
Jan Luyken: la invitación, Biblia Bowyer

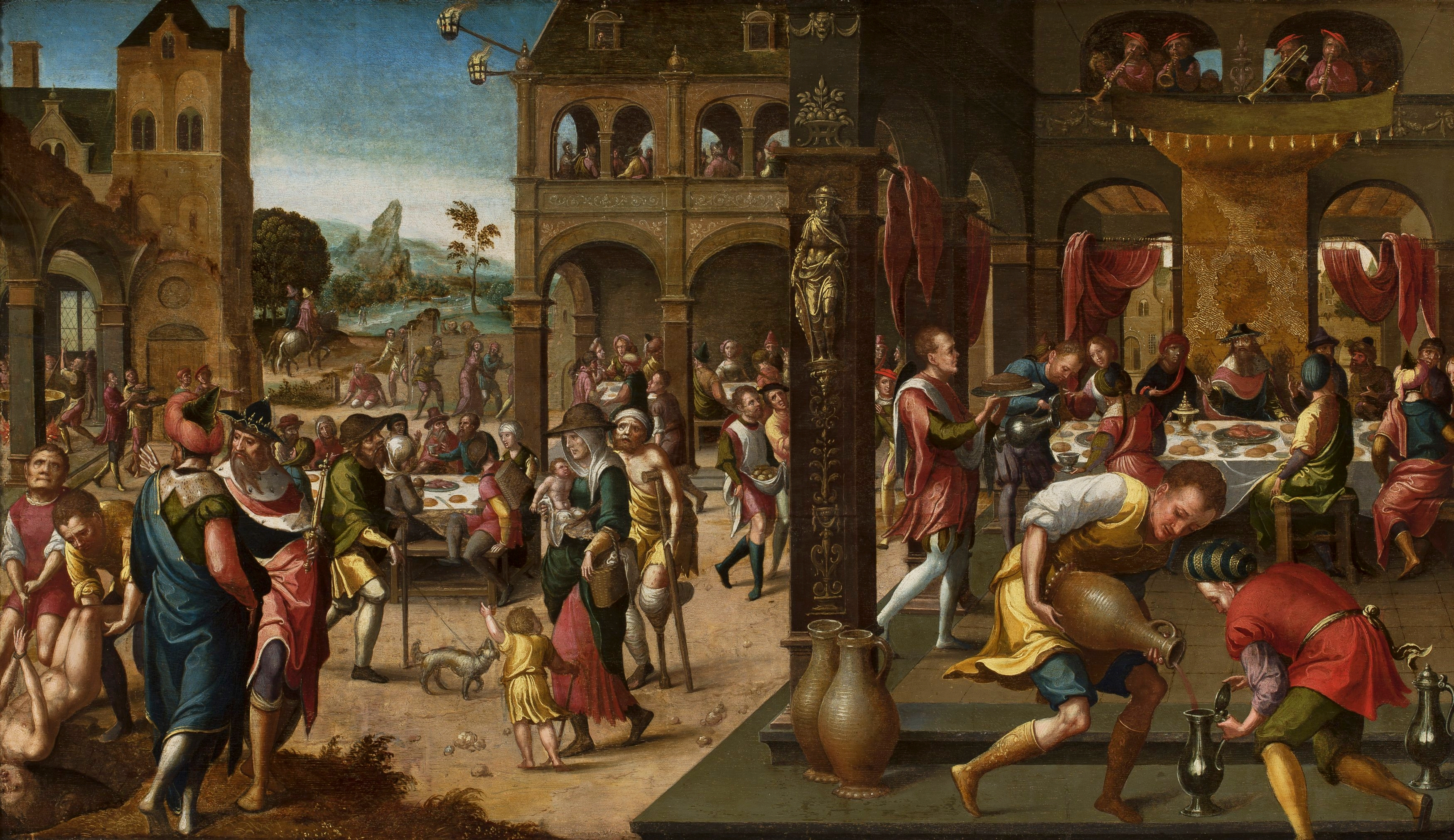
Parábola del Gran Banquete del monogramista de Brunswick, c. 1525, Museo Nacional de Varsovia

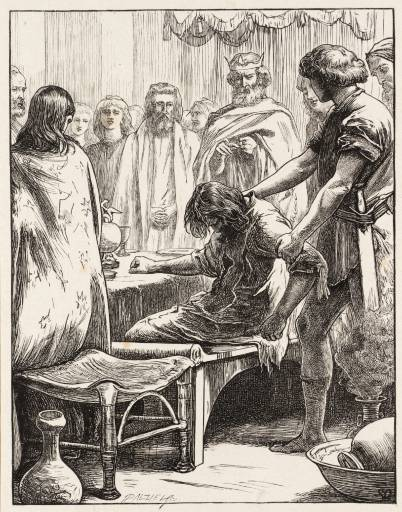
Millais, Parábola de la Fiesta Nupcial

## Interpretación
La imagen escatológica de una boda también aparece en la parábola del criado fiel y en la parábola de las diez vírgenes. Aquí, incluye la extensión de la invitación original a los judíos, para también incluir a los gentiles. En Lucas, la invitación se extiende particularmente al pobre, al lisiado, al ciego y al cojo, evidenciando la explícita preocupación por el pobre y el marginado.
Los destinatarios de la parábola son la gente religiosa que no dedican tiempo a Dios; ellos están representados por las personas que aceptaron la invitación, pero cuando la comida está lista, dicen que están demasiado ocupados para ir.
En Mateo, la parábola sigue inmediatamente después de la parábola de los viñadores homicidas, a la que está vinculada. Esta conexión ayuda a explicar el enfoque del hombre sin traje de boda.
Algunos comentaristas sugieren que el traje de boda en esta parábola era proporcionado por el anfitrión, pero es improbable que esta sea la conclusión que se pretende afirmar. San Agustín interpretó el traje como un símbolo de la caridad, una interpretación que no fue ampliamente aceptada incluso en tiempos medievales. Martin Lutero sugirió que el traje representaba al propio Cristo. Juan Calvino aludió a otras interpretaciones al comentar:
 Así que ¿el traje de boda, es fe, o es una vida santa? Esto es una controversia inútil; porque la fe no puede ser separada de las buenas obras, ni las buenas obras proceden de cualquier otra fuente que de la fe.

En el Evangelio apócrifo de Tomás, la parábola se convierte en una exhortación contra los asuntos de negocios y la vida de riqueza.

## Arte e himnodia
La parábola se ha pintado por artistas como Bernardo Cavallino, Jan Luyken, y John Everett Millais.
Algunos himnos cristianos se han inspirado en la parábola, como por ejemplo All is ready de Fanny Crosby y música de John R. Sweney , y All Things are Ready de Charles H. Gabriel, música de William A. Ogden.

## Música
El tema era la lectura prescrita para el segundo domingo después de la Trinidad, para el cual Bach compuso las cantatas Die Himmel erzählen die Ehre Gottes, BWV 76, Los cielos pregonan la gloria de Dios, en 1723 y Ach Gott, vom Himmel sieh darein, BWV 2
 en 1724.